# Residència de les Terres Altes de Padang
La residència de les Terres Altes de Padang (Residentië Padangsche-Bovenlanden) fou una subdivisió administrativa de Sumatra sota domini holandès. Formava part del govern de la Costa Occidental, amb capital a Padang (població sota domini holandès des de 1819).
Dins de la residència hi va arribar a haver el 1857 fins a 35 territoris. El 1905 es va reorganitzar i les subdivisions van quedar reduïdes a onze:
- Galugur III Koto di Ilir/Ilir
- Kampar Mangut Tunggul
- III Koto Si Blimbing
- V Koto
- XII Koto
- Mampat Tunggul
- Muaro Sungai Lolo VI Koto
- Si Lajang
- Tambang
- Tarantang
- Sungai Pagu